# 八王子抗争
八王子抗争（はちおうじこうそう）とは、平成2年（1990年）の2月15日から2月25日までに、東京都八王子市などで起った五代目山口組宅見組と二率会との暴力団抗争事件。八王子事件とも呼ばれる。

## 経緯

### 発端
平成2年（1990年）2月14日午後9時30分、東京都八王子市の飲食店で五代目山口組宅見組幸田組組員2人が、二率会系西山組組員3人と口論となった。その後、西山組組員3人は幸田組組員2人との口論を止め、八王子市南町のマンション3階の二率会組事務所に引き上げた。
その夜日付が変わった2月15日午前1時ごろ、幸田組組員2人は西山組組員3人を追って、3人が引き上げた組事務所に乗り込んだ。しかし、幸田組組員2人は乗り込んだ組事務所で二率会組員に包丁で腹や胸などを刺されて殺害された。

### 抗争
これ以降、山口組組員による二率会への攻撃が発生する。

#### 2月16日
宅見組組員が八王子市横山町の二率会所有のビルに銃弾5、6発を撃ち込んで、警察に逮捕された。

#### 2月17日
山口組若頭・宅見勝ら山口組組員が、平成2年（1990年）2月15日に二率会に殺された幸田組組員の葬儀に出席するために、八王子市に集まった。警視庁は警察官400人を動員して、厳戒態勢を敷いた。
同じ日に東京都杉並区荻窪のアメリカ人女性の住むマンションに銃弾が撃ち込まれた。この部屋には、平成元年（1989年）9月まで、二率会系組事務所が置かれていた。
八王子市小門町の二率会八王子一家組事務所に、銃弾5、6発が撃ち込まれた。
八王子市高尾町の二率会系組長宅に、銃弾が撃ち込まれた。八王子市八幡町の二率会系組事務所に、銃弾4発が撃ち込まれ、警戒中の警察車両にも、銃弾1発が撃ち込まれた。

#### 2月18日
宅見組組員が、武蔵野市の二率会系組事務所に銃弾3発を撃ち込み、警察に逮捕された。

#### 2月19日
山口組系組員2人が、八王子市横山町の二率会八王子一家総長宅前の街頭宣伝車に発砲し、警察に逮捕された。

#### 2月20日
2月20日午後1時前、北海道旭川市二条通りの路上で、山口組系関保連合組員が、二率会系藤田組幹部を、至近距離から拳銃で銃撃した。二率会系藤田組幹部は、腹や胸などに銃弾6発を受けて、死亡した。山口組系関保連合組員は警察に現行犯逮捕された。八王子市明神町で、山口組系組員が、2トントラックに乗り、二率会系組事務所の隣のビルに突っ込み、警察に逮捕された。2トントラックを運転していた山口組系組員は、目標を誤って、突入していた。八王子市小門町で、山口組系組員2人が、トラックに乗って二率会組長宅に突っ込み、銃弾4発を撃ち込んで、警察に逮捕された。相模原市の二率会系組長宅の2階に銃弾が撃ち込まれた。

#### 2月22日
警視庁は、警備部、防犯部、機動隊を含めて1200人の警察官を動員した。警視庁捜査四課は、八王子市を中心に、30班で合計150人の山口組組員が潜伏していると、見積もっていた。
その後、警視庁は捜査員80人を大阪市に派遣し、宅見組組事務所や宅見組幹部宅などを家宅捜査した。

### 終息
結局、山口組組員は、二率会系の組事務所に対して、20回近い銃撃を行った。
2月24日、東亜友愛事業組合・沖田守弘理事長と双愛会・石井義雄会長と二率会幹部が、神戸市の山口組本部を訪れ、山口組と和解交渉を行った。
2月25日、山口組本部で、二率会・宮本高三会長と二率会幹部が、宅見勝に、平成2年（1990年）2月15日に二率会系西山組組員が宅見組幸田組組員2人を殺害したことを詫びた。山口組と二率会は、条件なしの五分で和解した。手打ち式なども行われなかった。
その後、警視庁は、捜査四課に、山口組対策班と発砲事件対策班の2つの特別専従班を設置した。